# Die Tränen meiner Mutter
Die Tränen meiner Mutter ist ein deutsch-argentinischer Spielfilm von Regisseur Alejandro Cardenas-Amelio aus dem Jahr 2008. Produziert wurde der Film von der Filmworker GmbH & Co. KG und der Creado Film GmbH und Co. KG in Zusammenarbeit mit dem ZDF (Das kleine Fernsehspiel).
Der Film lief bereits auf mehreren Festivals und kam am 6. November 2008 in die deutschen Kinos.

## Handlung
Alex ist gerade in Buenos Aires angekommen und nun unterwegs ins Krankenhaus, in dem sein Vater im Sterben liegt. Der Besuch widerstrebt dem Mittdreißiger, weil er ihm nichts mehr zu sagen hat. Auf dem Weg ins Ungewisse werden Erinnerungen aus seiner Kindheit wach.
Nachdem die Militärjunta 1978 Alex’ Onkel ins Gefängnis gebracht hatte, fliehen Alex’ Eltern mit ihm aus Argentinien. Sie lassen Alex’ Großmutter dort zurück und landen nach einer jahrelangen Odyssee durch Europa schließlich zu Beginn der 1980er-Jahre im geteilten Berlin. In einer Kreuzberger Fabriketage voller skurriler Gestalten findet die Familie eine neue Heimat. Sie leben in dem Loft zusammen mit Jürgen, einem Fotografen sowie Sik, einer verschlossenen Jugendlichen. Außerdem wohnen dort noch der seit einem Schlaganfall im Rollstuhl sitzende Trickbetrüger Günter, dem es gelungen ist, den angehenden Filmemacher Andrea bereits seit fünf Jahren als Pfleger an seiner Seite zu halten, sowie Micha, ein Charmeur und Frauenheld mit wechselnden Bekanntschaften, dem von einer seiner Geliebten aus Eifersucht ein Auge ausgestochen wurde.
In der neuen, fremden Welt muss sich Alex erst einmal zurechtfinden, die deutsche Sprache klingt für ihn zunächst wie Hundegebell. Aber mit der Zeit fängt er an, sich in Berlin zu Hause zu fühlen, und die Erinnerungen an das Leben in Argentinien verschwimmen. Eines Tages entdeckt er, dass er eine außergewöhnliche Gabe besitzt: Er beherrscht die Telekinese, kann also mit der Kraft seiner Gedanken Gegenstände bewegen.
Auch seine Eltern Lizzie und Carlos haben zunächst große Probleme, sich in der Fremde einzuleben. Lizzie beginnt bald erfolgreich Dokumentarfilme zu drehen, Carlos jedoch schafft es nicht, als Zeichner Fuß zu fassen, und führt gelegentliche Arbeiten als Kirchen- und Straßenmaler durch. Während Lizzie sich mit der neuen Situation mehr und mehr arrangiert, kommt Carlos in Berlin einfach nicht zurecht, fühlt sich missverstanden und als Außenseiter. Das Heimweh und die Sehnsucht nach seiner Heimat in Buenos Aires lassen ihn oft stundenlang vor seinen Bildern sitzen, Tango hören und sich in Nostalgie verlieren.
So beginnt die Beziehung von Lizzie und Carlos langsam Risse zu bekommen. Alex bemerkt diese Entwicklung und versucht mit aller Macht und der ganzen Kraft seiner Gabe, die Liebe seiner Eltern zu retten.
Gleichzeitig sieht er sich mit den ganz alltäglichen Problemen und Abenteuern seiner Zeit konfrontiert. In der Schule und beim Judo muss er sich vor den anderen behaupten und erlebt mit, wie Argentinien gegen Deutschland im Finale der Fußball-Weltmeisterschaft 1986 den Titel holt. Dazu kommt noch die ganz andere Herausforderung, Hanna, einer Mitschülerin, seine erste große Liebe zu gestehen.
In der Schule kommt zur Sprache, dass die Eltern vieler seiner Mitschüler geschieden sind. Dies ist Alex’ Aussage zufolge für Argentinier undenkbar. Dennoch kommt es zur Trennung seiner Eltern, als nach einem tödlichen Unfall des Mitbewohners Jürgen dessen Freundin Anita sowie Carlos der überraschten Lizzie offenbaren, dass sie seit längerem starke Gefühle füreinander hegen. Carlos verlässt mit Anita das Land, um nach Argentinien zurückzukehren, was Alex ihm nachträgt. Während Lizzie mit Alex allein in Berlin zurückbleibt, suchen Günter und Andrea in Italien eine neue Heimat, und auch Sik ist bereits seit geraumer Zeit aus der Wohngemeinschaft ausgezogen.
Doch neben dem Verlust vieler liebgewonnener Personen hält das Leben für Alex auch eine positive Wendung parat, denn letztlich gelingt es ihm, von seiner Angebeteten Hanna einen Kuss zu erhalten.
In Buenos Aires kommt Alex schließlich im Krankenhaus an und kann von seinem Vater noch um Verzeihung gebeten werden, kurz bevor dieser stirbt. In Gedanken nimmt Alex ihn mit auf seiner Motorradtour durch Buenos Aires, die der Vater ihm in Berlin nur versprochen hatte.

## Hintergrund
Der Film ist in weiten Teilen autobiografisch dem Leben des Regisseurs und Drehbuchautors Alejandro Cardenas-Amelio entnommen. Er wurde vom 13. Februar 2007 bis zum 28. März 2007 in Köln, Berlin und Buenos Aires gedreht.
Im Film sind unter anderem vier Titel der 1983 von Ingo Ito und George DIN in Berlin gegründeten Alternative-Rock-Band Bamboo Industry zu hören. Die Songs Wheels Are Turning und Welcome to Rome sind auf dem 1989 veröffentlichten Debütalbum Tortured By Pleasure zu finden, während Valerie auf dem zweiten Album Hong Kong Memories im Oktober 2009 veröffentlicht wurde. Magic Box ist hingegen auf keinem der Alben zu finden und wurde stattdessen auf der B-Seite der Single Shake Hands With The Devil 1990 bei Sony BMG Music Entertainment veröffentlicht.

## Kritiken
Bettina Friemel von kino.de sah in dem Film „das cineastische Äquivalent zum Blättern in einem Familienalbum, wo man lieb gewonnene Menschen wiederfindet, die nicht mehr unter uns weilen.“
Steffen Greiner von echoes-online.de schrieb, „Die Tränen meiner Mutter“ seien „ein tragischer Film […] mit vielen anrührenden Sequenzen und einer surrealen Note.“
„Adrian Goessel gibt dem meist passiven Alex, der die Welt der Erwachsenen interessiert beobachtet, aber fast nie das Geschehen beeinflusst, eine gleichmütige, gleichwohl starke Präsenz“ empfand Thorsten Funke von critic.de. Daniel Schwan von sr-online.de bedauerte im selben Atemzug: „Schade eigentlich, dass der Preis für den besten Nachwuchsdarsteller nicht an Kinder verliehen wird“ und lobte damit die Leistung des jungen Adrian Goessel. David Siems schließt sich dieser Kritik an und schrieb für programmkino.de: „So subtil und einfühlsam hat man (…) schon lange keine Kinderrolle mehr im deutschen Film gesehen.“ Weniger die Hauptrolle als vielmehr den Regisseur rückt Anke Herrmann von cinefacts.de in den Fokus, deren Fazit lautet: „Ein wirklich gelungenes Spielfilmdebüt.“
„So wurde aus »Die Tränen meiner Mutter« ein Drama, das traurig und schön zugleich ist – eine Symbiose, die beim deutschen Film eine wahre Seltenheit ist und damit umso lobenswerter erscheint“, schrieb Kathrin Lang für moviesection.de.
Tim Sünderhauf von widesreen-vision.de findet, dass „Die Tränen meiner Mutter“ als „eine feinsinnig erzählte Geschichte, die als Kindheitserinnerung an ein glückliches Leben, über das allmählich dunkle Wolken aufziehen, voll überzeugt.“
„Die Krisen ihrer Ehe und der rotzige Zeitgeist der 1980er Jahre spiegeln sich in der ironischen Sicht des Heranwachsenden.“
„Der Blick des Kindes auf die Welt, seine Verträumtheit und die spielerischen, gelegentlich auch heiteren Elemente, sie geben dem Film eine manchmal beinahe schwebende Note, so dass das eigentlich recht schwere Thema niemals als erdrückend empfunden wird“, resümiert Joachim Kurz von kinozeit.de.
„Jetzt erzählt [Alejandro Cardenas-Amelio] mit einem Lächeln von einer vergangenen Zeit und niemand wird dabei zur Karikatur.“
„Mit Spannung verfolgt der Zuschauer diese Familiengeschichte der besonderen Art“, lässt die Filmbewertungsstelle Wiesbaden in ihrem Pressetext verlauten und vergibt damit das Prädikat „wertvoll“.

## Nominierungen und Auszeichnungen
Der Film lief 2008 beim 11. Shanghai International Film Festival im Wettbewerb, Kameramann Florian Schilling gewann den Preis für die beste Kamera.
Alice Dwyer gewann beim Filmfestival Max Ophüls Preis 2008 in Saarbrücken den Preis als beste Nachwuchsdarstellerin.
Zudem wurde der Film für den Regie-Nachwuchspreis MFG-Star Baden-Baden 2008 nominiert.